# محمد شجاعی
محمد شجاعی زنجانی (زادهٔ ۱۳۲۰) روحانی شیعه، نویسنده کتاب‌های مذهبی و نمایندهٔ دورهٔ اول از حوزهٔ انتخابیهٔ زنجان بوده است.

## زندگی
محمد شجاعی به سالِ ۱۳۲۰ در زنجان به دنیا آمد. در سال ۱۳۳۱ به حوزه علمیه زنجان و در سال ۱۳۳۵ش به حوزه علمیه قم رفت. در سال ۱۳۴۶ش بعد از درگذشت پدرش به زنجان بازگشت. او در زنجان مشغول امور دینی بود و جلسات اخلاقی نیز برگزار می‌کرد. شجاعی از مخالفان نظام سلطنتی پهلوی محسوب می‌شد و با آن مبارزه می‌کرد. به همین دلیل بازداشت و به مدت ده ماه زندانی شد. بعد از پیروزی انقلاب اسلامی به نمایندگی مردم زنجان در مجلس شورای اسلامی انتخاب شد. او در سال ۱۳۶۰ش به‌علت کسالت‌های جسمی و برخی اختلافات سیاسی در زنجان از مجلس استعفا کرد و فعالیت‌های سیاسی را نیز کنار گذاشت و در تهران به تدریس و سخنرانی مشغول شد.

### درگذشت
شجاعی از نیمه آذر سال ۱۳۹۴ به دلیل تشدید حملات قلبی در بیمارستان بستری شد و در ۷ دیِ ۱۳۹۴ درگذشت. پیکر او در حرم فاطمه معصومه در قم دفن شد.

## دوران نمایندگی در دوره اول شورای اسلامی ایران
محمد شجاعی در سال ۱۳۵۸ با کسب ۵۵۰۴۷ رأی از مجموع ۸۳۲۵۵ رأی معادل ۶۶/۱٪ آرا به مجلس اول راه پیدا کرد.
وی در تاریخ ۱۳۶۱/۲/۲ به دلیل کسالت باقی مانده از زندان در دوران پهلوی از سمت نمایندگی کناره‌گیری کرد.

## تألیفات
1. مقالات
2. معاد یا بازگشت به سوی خدا
3. انسان و خلافت الهی
4. اسماء حسنی
5. پنج رساله
6. بقیةالله
7. ضیافت حقیقی
8. چراغ هدایت
9. رسالهٔ محبت
10. کیمیای وصال
11. خواب و نشان‌های آن
12. بازگشت به هستی
13. عروج روح
14. قیام قیامت
15. مواقف حشر
16. تجسم عمل و شفاعت
17. مرگ تا قیامت
18. ملائکه